# Volvo C30
Volvo C30 – samochód osobowy klasy kompaktowej produkowany pod szwedzką marką Volvo w latach 2006–2012.

## Historia i opis modelu

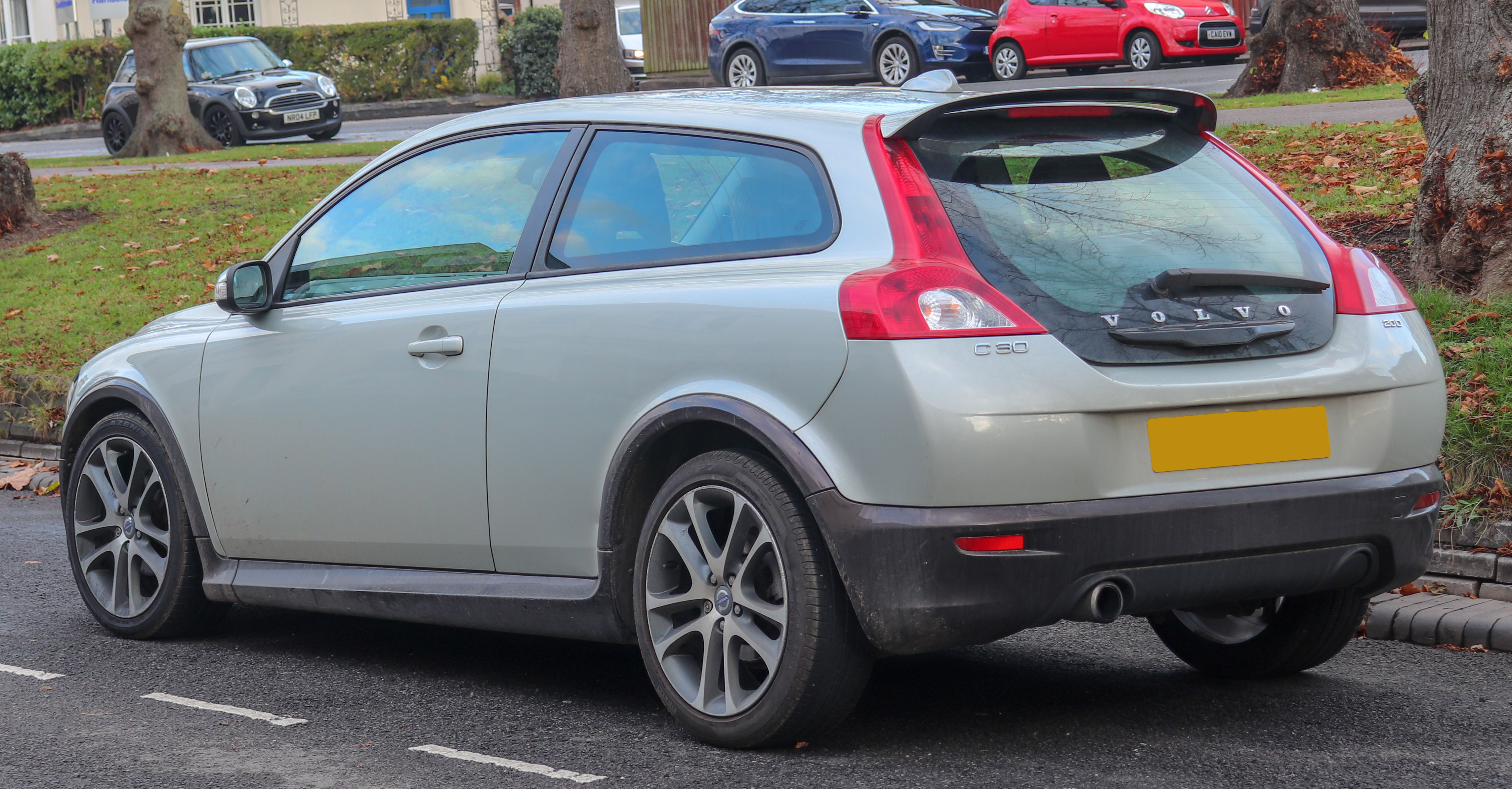
Volvo C30 - tył

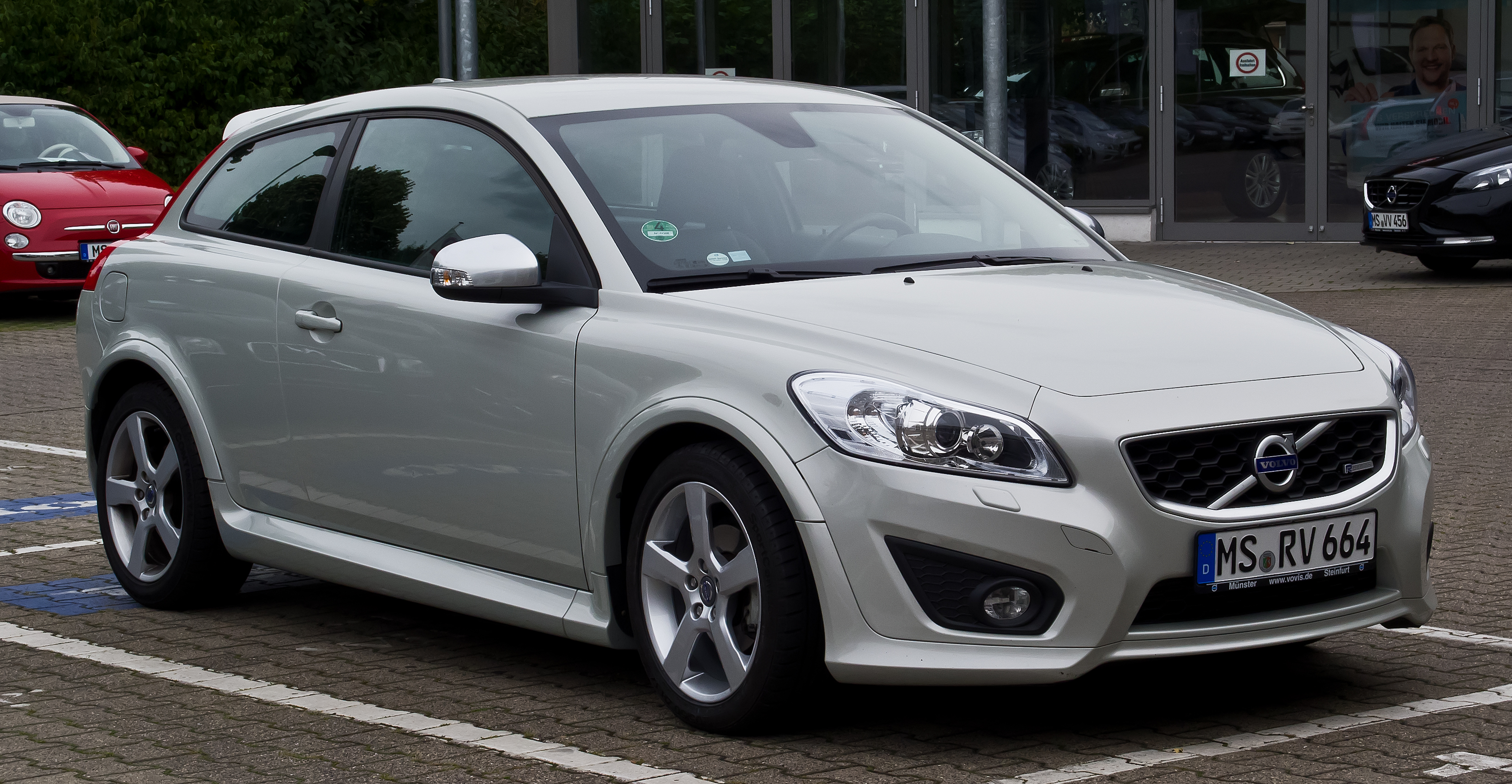
Volvo C30 po liftingu

Pojazd został po raz pierwszy oficjalnie zaprezentowany podczas targów motoryzacyjnych w Detroit w styczniu 2006 roku. Pół roku później, podczas targów motoryzacyjnych w Paryżu zaprezentowano wersję produkcyjną pojazdu. Pierwowzorem pojazdu był samochód koncepcyjny zaprezentowany w 2001 roku pod nazwą Volvo SCC. 
Auto zbudowane zostało na bazie płyty podłogowej amerykańskiego koncernu motoryzacyjnego Ford Motor Company dzielonej m.in. z Fordem Focusem, Mazdą 3 oraz Volvo C70, S40 i Volvo V50. Samochód uważany jest za następcę modelu 480.
Charakterystycznym elementem pojazdu jest linia nadwozia z głębokimi przetłoczeniami, która nadaje sylwetce auta muskularny wygląd. Klapa bagażnika została całkowicie oszklona. Jako jeden z pierwszych pojazdów marki, otrzymał system chroniący przed skutkami uderzeń bocznych SIPS oraz układ zmniejszający ryzyko urazu kręgosłupa szyjnego WHIPS. 
W 2007 roku podczas targów motoryzacyjnych we Frankfurcie zaprezentowano wersję hybrydową zasilaną silnikiem benzynowym oraz elektrycznym oznaczoną "ReCharge". Badania nad pojazdem prowadzono w kalifornijskim ośrodku rozwojowym Volvo. Przewidziano dwa typy silników spalinowych: na mieszankę etanolu-benzyny (tzw. flex-fuel) albo typu diesel z jednostką napędową podobną do używanej przez General Motors typu E-Flex w Chevrolecie Volt. Samochód napędzany miał być wyłącznie silnikiem elektrycznym z akumulatorami litowo-jonowymi, silnik spalinowy miał tylko doładowywać baterie. Przewidywany zasięg samochodu wyłącznie na bateriach wynosić miał ok. 100 km, czas doładowania z domowej instalacji elektrycznej wynosi około trzech godzin.
W 2010 roku auto przeszło face lifting. Zmieniono m.in. przednie reflektory, atrapę chłodnicy oraz zderzak przedni i tylny.

### Wersje wyposażeniowe
- Standard
- Kinetic
- Momentum
- Summum
- R-Design
- Polestar
- Feeling
- Sport

Standardowe wyposażenie pojazdu obejmowało m.in. 4 poduszki powietrzne, kurtyny powietrzne, system ABS, ESP, SIPS, WHIPS, IDIS oraz elektryczne sterowanie szyb i elektryczne sterowanie lusterek, klimatyzację i alarm.
Opcjonalnie auto doposażyć można było m.in. w skórzaną tapicerkę, nawigację satelitarną oraz reflektory ksenonowe.

### Silniki
| Silnik                | Pojemność skokowa [cm³] | Typ silnika        | Moc maksymalna [KM] (kW) przy obr./min | Maks. moment obrotowy [Nm] przy obr./min | Przyspieszenie 0-100 km/h [s] | Prędkość maks. [km/h] |                    |                    |                    |
| Silniki benzynowe:    | Silniki benzynowe:      | Silniki benzynowe: | Silniki benzynowe:                     | Silniki benzynowe:                       | Silniki benzynowe:            | Silniki benzynowe:    | Silniki benzynowe: | Silniki benzynowe: | Silniki benzynowe: |
| --------------------- | ----------------------- | ------------------ | -------------------------------------- | ---------------------------------------- | ----------------------------- | --------------------- | ------------------ | ------------------ | ------------------ |
| 1.6                   | 1.6                     | R4                 | 100 (74)/6000                          | 150/4000                                 | 11,8                          | 185                   |                    |                    |                    |
| 1.8                   | 1.8                     | R4                 | 125 (92)/6000                          | 165/4500                                 | 10,8                          | 200                   |                    |                    |                    |
| 2.0                   | 2.0                     | R4                 | 145 (107)/6000                         | 185/4500                                 | 9,4                           | 210                   |                    |                    |                    |
| 2.4                   | 2.4                     | R5                 | 170 (125)/6000                         | 230/4400                                 | 8,1                           | 220                   |                    |                    |                    |
| T5                    | 2.5                     | R5                 | 230 (169)/5000                         | 320/1500-4800                            | 6,7 automat: 7,1              | 240 automat: 235      |                    |                    |                    |
| Silniki wysokoprężne: |                         |                    |                                        |                                          |                               |                       |                    |                    |                    |
| D 1.6                 | 1.6                     | R4                 | 109 (80)/4000                          | 240/1750                                 | 11,9                          | 190                   |                    |                    |                    |
| D 2.0                 | 2.0                     | R4                 | 136 (100)/4000                         | 400/2000                                 | 9,4                           | 205                   |                    |                    |                    |
| D4                    | 2.0                     | R5                 | 177 (130)/3500                         | 400/1750-2750                            | 9,5                           | 220                   |                    |                    |                    |
| D5                    | 2.4                     | R5                 | 180 (132)/4000                         | 350/1750-3250                            | 8,4                           | 220                   |                    |                    |                    |

## Produkcja
| Rok   | Produkcja |
| ----- | --------- |
| 2006  | 1.596     |
| 2007  | 46.726    |
| 2008  | 39.966    |
| 2009  | 32.409    |
| 2010  | 35.981    |
| 2011  | 27.090    |
| 2012  | 19.256    |
| Razem | 203.024   |

## Nagrody[7]
- Die Besten Autos 2007 od niemieckiego pisma motoryzacyjnego „Auto Motor und Sport”
- Das Goldene Lenkrad 2006
- Auto Trophy 2006
- Design Award 2006